# Першуков, Вячеслав Александрович
Вячеслав Александрович Першуков (род. 20 мая 1958, Магнитка, Челябинская область) — советский и российский учёный в области механики, доктор технических наук, профессор, академик РАЕН, педагог высшей школы, государственный служащий. Бывший заместитель генерального директора — директор Блока по управлению инновациями ГК «Росатом», бывший специальный представитель ГК «Росатом» по международным и научно-техническим проектам.

## Биография
В 1980 году окончил механико-математический факультет МГУ по отделению механика, ученик Б. И. Нигматулина. В 1980—1995 годах работал Энергетическом институте имени Г. М. Кржижановского, занимал инженерные и научные должности. Кандидат технических наук (1984). В 1994 году защитил диссертацию «Аэродинамика, теплообмен и горение в турбулентных газодисперсных потоках» на соискание учёной степени доктор технических наук.
С 2005 по 2008 год — технический директор West Siberian Resources. С 2008 года — генеральный директор ООО «СН-Нефтегаз».
В апреле 2011 года назначен заместителем генерального директора-директором Дирекции по научно-техническому комплексу.
С марта 2012 года представляет РФ в Совете международной организации ИТЭР по термоядерной энергии.
С июня 2011 года по 27 сентября 2017 года занимал должность заместителя генерального директора-директора Блока по управлению инновациями ГК «Росатом».
С 27 сентября 2017 года назначен на должность специального представителя Госкорпорации «Росатом» по международным и научно-техническим проектам.
Также является руководителем Проектного направления «Прорыв» Госкорпорации «Росатом»
Преподает в Государственном университете управления (ГУУ), профессор кафедры экономики и управления в нефтегазовом комплексе.
С июня 2014 года — член Наблюдательного совета ТПУ.
В настоящее[уточнить] время занимает должность советника ректора ТПУ.